# Kostel svatého Petra a Pavla (Jedovnice)
Kostel svatého Petra a Pavla je římskokatolický chrám v Jedovnicích v okrese Blansko. Je chráněn jako kulturní památka České republiky. Je farním kostelem farnosti Jedovnice.

## Historie
Kostel pochází z roku 1783, kdy byla započata jeho stavba, základy věže však pocházejí již z roku 1681. Dokončen byl roku 1785. Stojí na místě starší kostelové stavby, která je doložena od 13. století.
V roce 1822 postihl Jedovnice ničivý požár, který zasáhl i kostel. Zničena byla střecha, varhany a obraz na hlavním oltáři. Žárem se dokonce roztavily čtyři zvony. Zvony byly znovu přelity, po požáru byla obnovena také fara, stojící naproti kostelu. 
V 60. letech 20. století za působení dlouholetého faráře P. Vavříčka kostel prošel rekonstrukcí. Od roku 1963 má nový moderní oltář od malířů Mikuláše Medka a Ludvíka Kolka a sochaře Jana Koblasy. Leptaná okna v presbytáři jsou dílem Josefa Istlera, oltářní mřížka (dnes zábradlí na kůru) je od Karla Nepraše.